# Anabel Conde

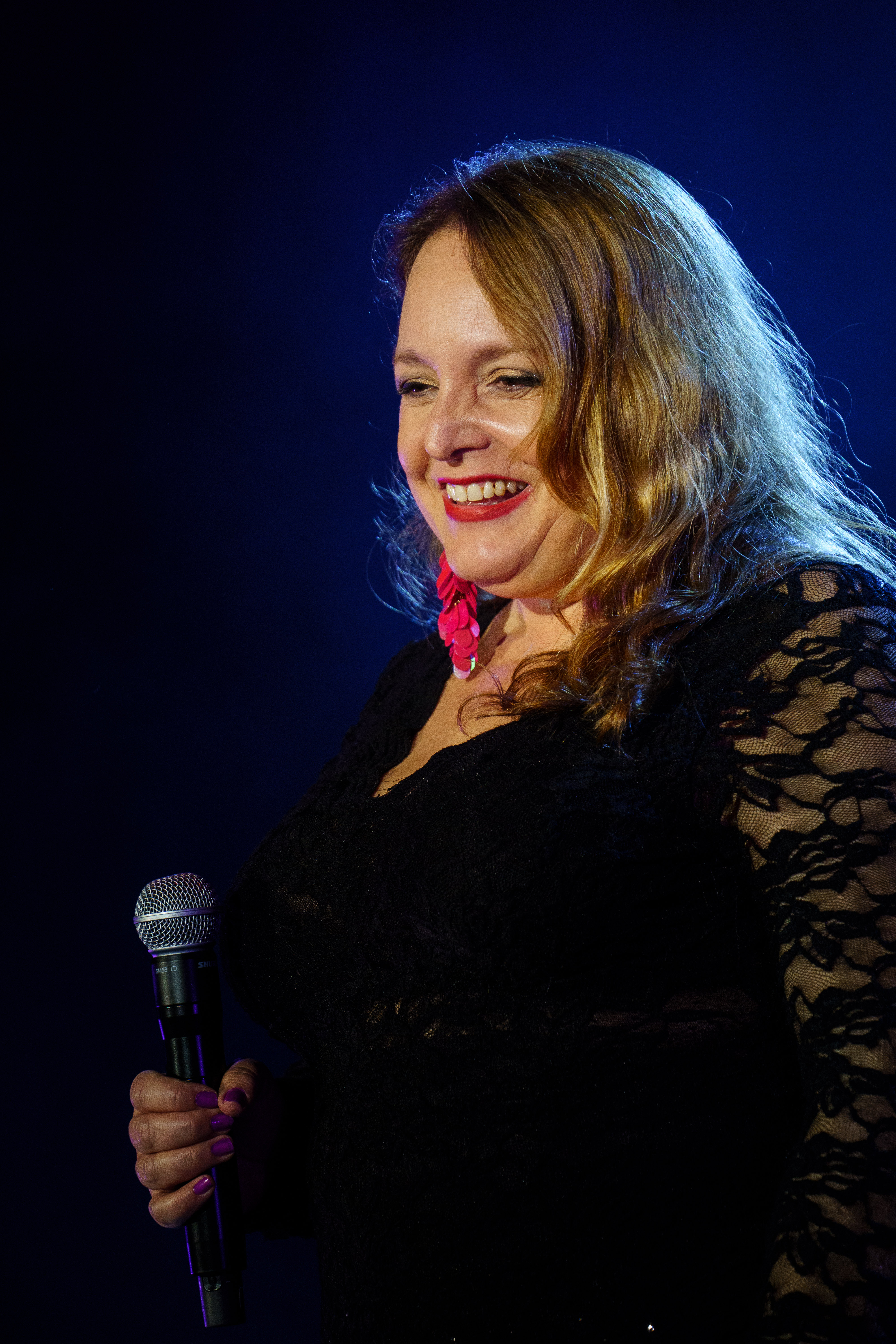
Anabel Conde (2025)

Anabel Conde (eigentl.: Ana Isabel Conde Sánchez, * 16. Juni 1975 in Fuengirola) ist eine spanische Sängerin.

## Leben und Wirken
Als weitgehend unbekannte Sängerin gewann sie die von der spanischen Rundfunkanstalt TVE veranstaltete Vorauswahl zum Eurovision Song Contest 1995 in Dublin und durfte daher dort für Spanien mit dem Popsong Vuelve conmigo antreten. Sie erreichte den zweiten Platz.
Im Jahr 2000 nahm sie erneut an der Vorauswahl teil, konnte diese aber kein zweites Mal gewinnen. Sie trat aber beim Eurovision Song Contest 2005 als Chorsängerin der für Andorra auftretenden Interpretin Marian van de Wal teil. Im Jahr 2010 nahm sie am spanischen Vorentscheid teil, belegte aber nur den achten Platz.